# Alelimma pallicostalis
Alelimma pallicostalis är en fjärilsart som beskrevs av George Francis Hampson 1902. Alelimma pallicostalis ingår i släktet Alelimma och familjen nattflyn. Inga underarter finns listade i Catalogue of Life.